# Processo Pohl

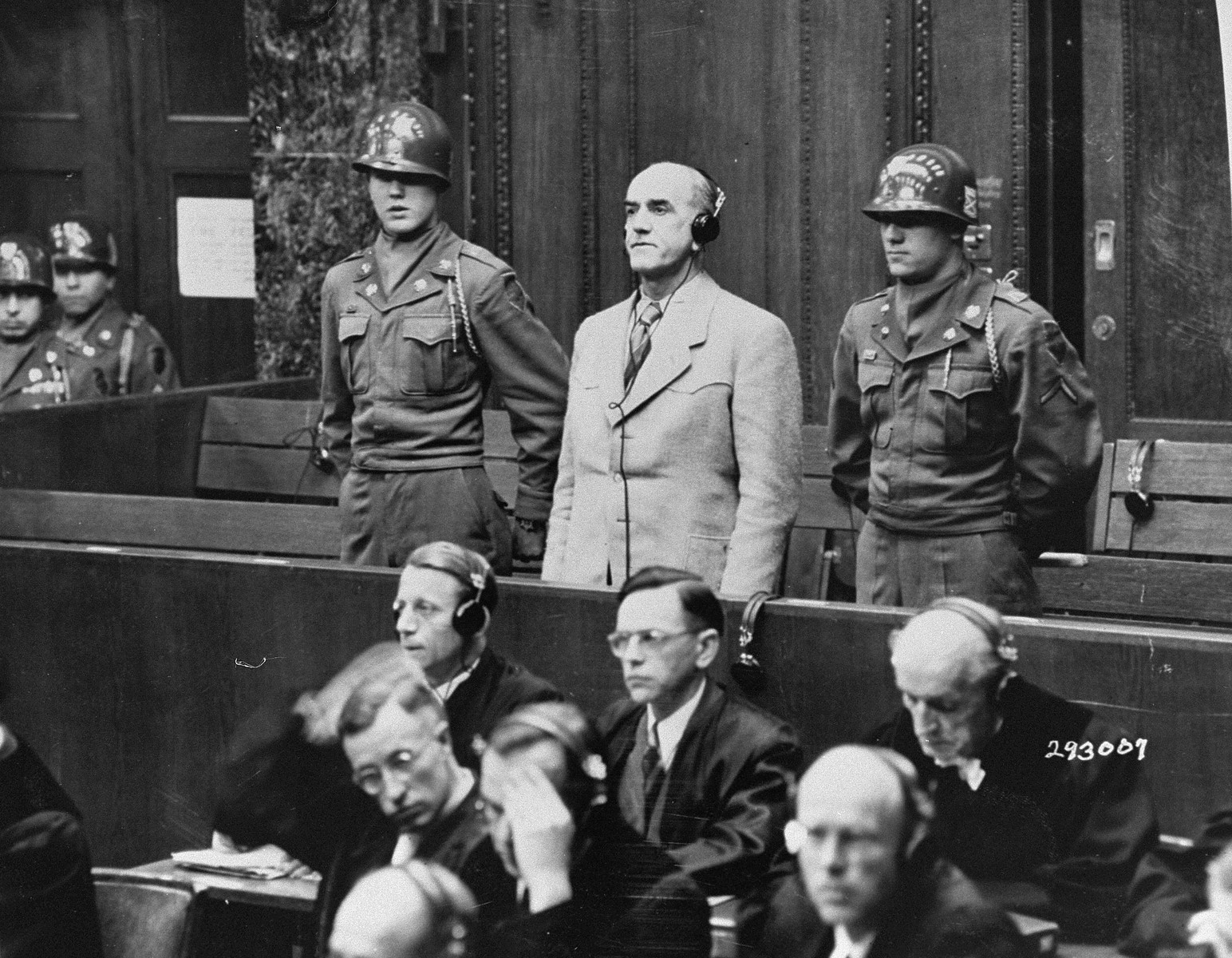
O Obergruppenführer SS Oswald Pohl recebendo sua sentença à morte por enforcamento

O Processo Pohl (em inglês:  Pohl trial) contra a administração da Alemanha Nazista da "solução final" (também conhecido como  WVHA Trial (em alemão:  Prozess Wirtschafts- und Verwaltungshauptamt der SS) e oficialmente como The United States of America vs. Oswald Pohl, et al) foi o quarto de doze julgamentos por crimes de guerra que as autoridades dos Estados Unidos conduziram em sua zona de ocupação na Alemanha em Nuremberg após o fim da Segunda Guerra Mundial. Os doze julgamentos foram todos executados perante cortes militares dos Estados Unidos, após as sentenças dos Julgamentos de Nuremberg, conduzidas nos mesmos ambientes do Palácio da Justiça em Nuremberg. São conhecidos coletivamente como Processos de Guerra de Nuremberg.

## Acusações
As acusações apresentadas por um grande juri imputaram os réus por: 
1. Participação em um plano comum ou conspiratório para cometer crimes de guerra e crimes contra a humanidade;
2. Crimes de guerra mediante a administração de campos de concentração e campos de extermínio, e o assassínio em massa e atrocidades perpetrados nestes campos;
3. Crimes contra a humanidade nas mesmas bases, incluindo trabalho escravo;
4. Membro de uma organização criminosa, a SS.

Todos os réus declarados culpados foram responsabilizados em todos os pontos da acusação, exceto Hohberg, que não foi declarado culpado no ponto 4. A acusação 1 (conspiração) foi amplamente descartada pelo tribunal e nenhuma acusação sobre este ponto foi proferida.

## Réus
Todos os réus declarados culpados foram condenados pelas acusações 2, 3 e 4, com exceção de Hohberg (que não foi acusado sobre o ponto 4, mas foi declarado culpado das acusação 2 e 3). Três réus foram inocentados em todos os pontos: Vogt, Scheide e Klein.
| Réu                     | Função                                                   | Sentença de 3 de novembro de 1947    | Sentença de 11 de agosto de 1948 | Anistia em 1951                                                      |
| ----------------------- | -------------------------------------------------------- | ------------------------------------ | -------------------------------- | -------------------------------------------------------------------- |
| Oswald Pohl             | Chefe do WVHA, general-tenente das Waffen SS             | morte por enforcamento               | confirmado                       | executado em 7 de junho de 1951                                      |
| August Frank [de]       | Chefe adjunto do WVHA, general-tenente das Waffen SS     | prisão perpétua                      | confirmada                       | comutado para 15 anos                                                |
| Georg Lörner            | Chefe adjunto do WVHA, major-general das Waffen SS       | morte por enforcamento               | comutado para prisão perpétua    | comutado para 15 anos                                                |
| Heinz Karl Fanslau [de] | Chefe adjunto do WVHA, brigadeiro-general das Waffen SS  | 25 anos                              | reduzido para 20 anos            | comutado para 15 anos                                                |
| Hans Lörner [de]        | Oberführer SS                                            | 10 anos                              | confirmado                       | libertado                                                            |
| Josef Vogt [de]         | Standartenführer SS                                      | absolvido                            |                                  |                                                                      |
| Erwin Tschentscher [de] | Standartenführer SS                                      | 10 anos                              | confirmado                       | libertado                                                            |
| Rudolf Scheide [de]     | Standartenführer SS                                      | absolvido                            |                                  |                                                                      |
| Max Kiefer [de]         | Obersturmbannführer SS                                   | prisão perpétua                      | reduzido para 20 anos            | libertado                                                            |
| Franz Eirenschmalz      | Standartenführer SS                                      | morte por enforcamento               | confirmado                       | comutado para 9 anos                                                 |
| Karl Sommer [de]        | Obersturmbannführer SS                                   | morte por enforcamento               | confirmado                       | comutado para prisão perpétua em 1949; comutado para 20 anos em 1951 |
| Hermann Pook [de]       | Obersturmbannführer da Waffen SS, dentista-chefe da WVHA | 10 anos                              | confirmado                       | libertado                                                            |
| Hans Baier [de]         | Oberführer SS                                            | 10 anos                              | confirmado                       | libertado                                                            |
| Hans Hohberg [de]       | Oficial executivo                                        | 10 anos, incluindo tempo já cumprido | confirmado                       | libertado                                                            |
| Leo Volk [de]           | Hauptsturmführer SS, conselheiro pessoal de Pohl         | 10 anos                              | confirmado                       | comutado para 8 anos                                                 |
| Karl Mummenthey         | Obersturmbannführer SS                                   | prisão perpétua                      | confirmado                       | comutado para 20 anos                                                |
| Hanns Bobermin [de]     | Obersturmbannführer SS                                   | 20 anos                              | redução para 15 anos             | libertado                                                            |
| Horst Klein [de]        | Obersturmbannführer SS                                   | absolvido                            |                                  |                                                                      |